# Infernal Affairs II
Infernal Affairs II (chinesisch 無間道II / 无间道II, Pinyin Wújiāndào II, Jyutping Mou4gaan3dou6 II) ist ein Gangsterfilm des Regieduos Andrew Lau und Alan Mak aus dem Jahr 2003. Der Film ist ein Prequel des Hongkong-Thrillers Infernal Affairs und gleichzeitig der zweite Teil einer Filmtrilogie, die mit Infernal Affairs III endete.
Der Film erschien am 1. Oktober 2003 in Hongkong und am 11. November 2004 in Deutschland.

## Handlung
Der Stadtteil Tsim Sha Tsui in der Sonderverwaltungszone Hongkong im Jahr 1991. Polizei-Inspektor Wong beauftragt heimlich Mary Hon, Gattin eines aufstrebenden Triadenmitgliedes und Polizeiinformanten, mit der Liquidierung eines mächtigen Oberhauptes einer kriminellen Vereinigung. Als Attentäter erwählt die Frau den jugendlichen Ming, der ihr irgendwie verfallen ist. Nach dem erfolgreichen Anschlag schleust man den Auftragsmörder in eine Polizei-Akademie ein.
Vier Jahre später übernimmt der zweitälteste Sohn des Ermordeten, Ngai Wing Hau, das familiäre Patriarchat in Hongkongs Unterwelt. Hierzu unterwirft der gewiefte Taktiker die fünf herrschenden Triadenführer und zwingt diese ihm erpresserisch Schutzgeld zu überweisen. Auf dem Höhepunkt der Macht versucht Hau schließlich den ungeklärten Tod seines Vaters zu sühnen und die Drahtzieher des Komplotts zur Rechenschaft zu ziehen.
Derweil strebt der engagierte Polizeianwärter Yan, ein Halbbruder Haus, eine solide Polizeilaufbahn an, die ihm jedoch aufgrund der familiären Verstrebungen zur Ngai-Familie verwehrt wird, obgleich er sich völlig vom organisierten Verbrechen distanziert. Polizei-Inspektor Wong nimmt sich dennoch des jungen Mannes an und schleust ihn – trotz massiver Bedenken seines Vorgesetzten – als Polizeispitzel in der Triaden-Organisation ein.
Der smarte Hau hegt indes politische Ambitionen. Gleichzeitig geht er aggressiv gegen mögliche Verschwörer innerhalb der eigenen Familie vor. Triadenmitglied Sam, Marys Ehemann, flüchtet daher ins Ausland. Mary wird ermordet. Der zwischenzeitlich ans Aufgeben denkende Inspektor Wong sichert sich schließlich die Dienste Sams als wichtigen Kronzeugen. Im Niedergang versucht Hau den verräterischen Sam, der gegen ihn aussagen soll, zu töten. Doch der ehemalige Weggefährte wird zum unkalkulierbaren Gegner. Am Ende des Films lässt Sam Haus gesamten Familienclan ermorden, während Hau von Wong erschossen wird.
Sam steigt so zum neuen Triadenboss und übermächtigen Todfeind Wongs auf. Ming, Sams eingeschleuster Gefolgsmann bei der Polizei und Yan, Wongs verdeckter Ermittler, verbleiben gezwungenermaßen in ihren Rollen.

## Auszeichnungen
Hong Kong Film Awards 2004
- Preis in der Kategorie Bester Original Filmsong für Kar-Keung Wong, Sai-Wing Yip und Beyond
- Nominierung in der Kategorie Bester Film
- Nominierung in der Kategorie Beste Regie für Andrew Lau und Alan Mak
- Nominierung in der Kategorie Bestes Drehbuch für Felix Chong und Alan Mak
- Nominierung in der Kategorie Bester Schauspieler für Francis Ng
- Nominierung in der Kategorie Beste Schauspielerin für Carina Lau
- Nominierung in der Kategorie Beste Kamera für Andrew Lau und Man-Ching Ng
- Nominierung in der Kategorie Bester Schnitt für Danny Pang und Curran Pang
- Nominierung in der Kategorie Beste Filmmusik für Kwong Wing Chan
- Nominierung in der Kategorie Bestes Sound Design für Kinson Tsang
- Nominierung in der Kategorie Bester Nebendarsteller für Kai Chi Liu
- Nominierung in der Kategorie Bester Nebendarsteller für Chapman To

Hong Kong Film Critics Society Awards
- 2004: HKFCS Award in der Kategorie Bester Film

Asia-Pacific Film Festival
- 2004: Auszeichnung in der Kategorie Bester Schnitt für Danny Pang und Curran Pang